# Gothen
Gothen ist ein Ortsteil der Gemeinde Ostseebad Heringsdorf. Er liegt südwestlich des Ortsteiles Seeheilbad Heringsdorf am Nordrand des Thurbruchs nahe dem Gothensee. Östlich von Gothen befindet sich der 32 Meter hohe Buchfinksberg.

## Geschichte

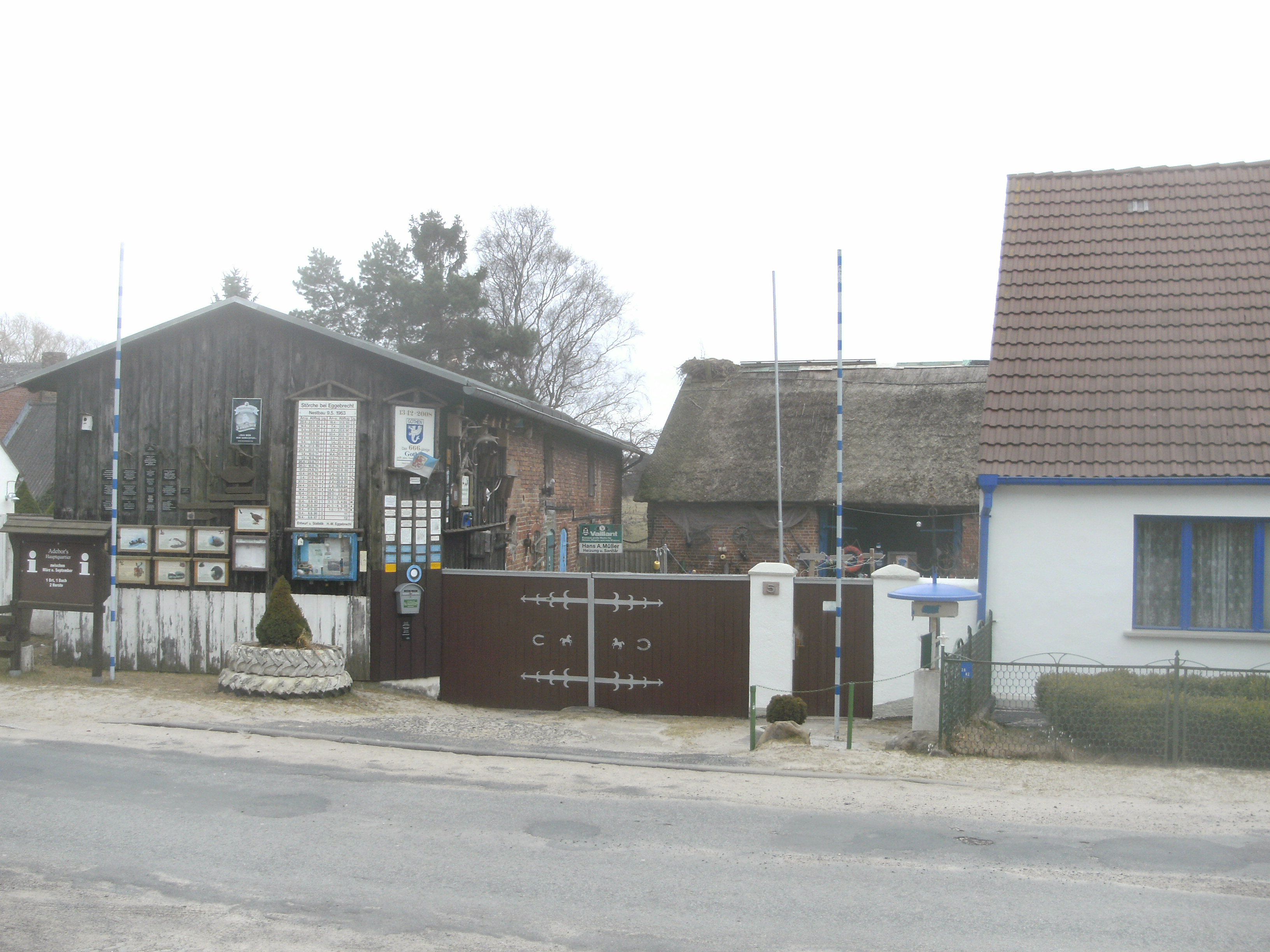
Der Storchenhof

Gothen wurde erstmals 1339 als „Chute“ oder „Chutem“, auch „Chotum“ urkundlich genannt. Der slawische Name wird mit „Begierde“ gedeutet.
Gothen war seit dem 13. Jahrhundert neben Mellenthin ein Hauptgut der auf der Insel Usedom ansässigen adligen Familie von Neuenkirchen. Nach dem Dreißigjährigen Krieg kam Gothen 1650 wie die übrigen Besitzungen der inzwischen ausgestorbenen Familie von Neuenkirchen käuflich an den in schwedischen Diensten stehenden General Burchard Müller von der Lühne. Unter der seit 1720 auf Usedom bestehenden Herrschaft Preußens erfolgte 1747 die Allodifizierung des Gutes. Anschließend ersteigerte der preußische Kriegsrat Bleichert Peter von der Meyenn den gesamten Besitz.
1817 wurde das Rittergut vom Forstmeister Georg Bernhard von Bülow (1768–1854) und seinem Bruder Ernst Gottfried von Bülow-Cummerow erworben, die es für 45.000 Taler aus der Konkursmasse des Mellenthiner Gutes herauslösten. Georg Bernhard von Bülow stellte aus seinem Besitz die Fläche für die Heringsdorfer Kirche im Walde zur Verfügung und ließ neben dem Weißen Schloss am Heringsdorfer Kulm 1845 die heutige Villa Achterkerke als repräsentatives Gästehaus bauen. Neben Gothen gehörten die Orte Neuhof, Neukrug und Adelig-Ahlbeck zum Rittergut.
Im Jahre 1851, noch zu Lebzeiten Bülows, wurde das Rittergut Gothen an die briefadelige Familie von Treskow, konkret an den auf Wierzonka bei Posen ansässigen Gutsherrn Louis (Ludwig) von Treskow (1799–1865) verkauft. Dieser, verheiratet mit der Bürgerlichen Melanie Schüler-Baudecon, ergriff nach der Schilderung des Badearztes Dr. Schmige aus dem Jahr 1852 neue Initiativen zum Ausbau des Seebades. Die Nachfahren von Treskow konzentrierten sich dann auf ihr Hauptgut bei Posen. 1856 wurde Hermann Weichbrodt Gutsbesitzer von Gothen, der in der zweiten Hälfte des 19. Jahrhunderts den Gothensee mit hohem Aufwand trockenlegte, um neues Weideland zu gewinnen. Dann erwirb Hugo Delbrück 1871 das hiesige Rittergut mit 711 Morgen. 1873 bestand das Rittergut Gothen aus elf Wohnhäusern, dort lebten 90 Einwohner. Im Dorf Gothen wohnten 307 Einwohner, davon waren 129 ortsgebürtig. 1890 kam Gothen mit Neuhof zur Gemeinde Heringsdorf. Bereits vor 1914 war Gut Gothen kein klassisches Rittergut mehr. In den Güter-Adressbüchern von Pommern wird Gothen bis zur Letztausgabe 1939 nicht mehr als solches aufgeführt.
Abseits der touristischen Zentren Ahlbeck, Heringsdorf und Bansin gelegen, ist Gothen mit seinem Storchenhof, auf dem seit 2004 allerdings kein Storch mehr heimisch ist, heute vor allem für Wanderer und Fahrradfahrer ein Etappenziel. Das Herrenhaus des ehemaligen Ritterguts Gothen wurde in den 1980er Jahren abgerissen.

### Eingemeindung
Gothen wurde am 1. Juli 1950 in die Gemeinde Seebad Heringsdorf eingegliedert.

## Söhne und Töchter des Ortes
- Kurt von Borcke (1835–1905), preußischer Politiker, Mitglied des Preußischen Herrenhauses